# Letty Lynton
Letty Lynton (bra: Redimida) é um filme pre-Code estadunidense de 1932, do gênero drama criminal, dirigido por Clarence Brown, e estrelado por Joan Crawford e Robert Montgomery. O roteiro de John Meehan e Wanda Tuchock foi baseado no romance homônimo de 1931, de Marie Belloc Lowndes.
Desde então, o filme tornou-se famoso em parte devido à sua indisponibilidade após um processo judicial de 1936 (ver § Estado legal). A produção também é lembrada pelo vestido Letty Lynton, desenhado pelo figurinista Adrian: um vestido branco de organdi de algodão com grandes mangas franzidas e bufantes nos ombros. A loja de departamentos Macy's copiou o vestido em 1932 e vendeu mais de 50.000 réplicas em todo o país. Este foi o terceiro dos seis filmes que Crawford e Montgomery co-estrelaram juntos.

## Sinopse

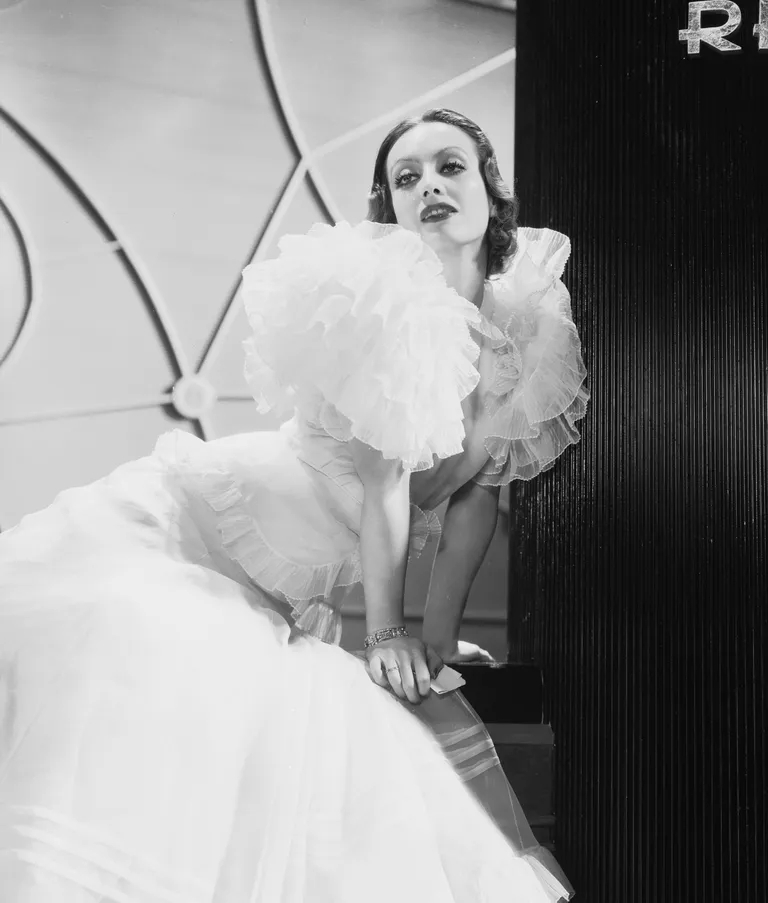
Joan Crawford com o vestido Letty Lynton, feito por Adrian.

A socialite Letty Lynton (Joan Crawford) está de volta a Nova Iorque após passar um período em Montevidéu, Uruguai, ao lado de seu amante, Émile Renaul (Nils Asther). Lynton termina o caso extraconjugal com o homem e, a bordo do navio, se apaixona novamente, desta vez por Jerry Darrow (Robert Montgomery). A atração entre eles aumenta cada vez mais, embora o ex-amante de Lynton não a deixe em paz – mas tudo começa a mudar quando ela chega ao seu extremo.

## Elenco
- Joan Crawford como Letty Lynton
- Robert Montgomery como Jerry Darrow
- Nils Asther como Émile Renaul
- Lewis Stone como Promotor Haney
- May Robson como Sra. Lynton, a mãe de Letty
- Louise Closser Hale como Miranda, a governanta de Letty
- Emma Dunn como Sra. Darrow, a mãe de Jerry
- Walter Walker como Sr. Darrow, o pai de Jerry

## Recepção
A revista Photoplay comentou: "A maneira envolvente e simples com que esta produção se desenrola a coloca entre as melhores do mês ... Joan Crawford como Letty está em seu melhor. Nils Asther é um vilão fascinante. Robert Montgomery entrega uma atuação habilidosa ... A direção, mais um elenco forte, fazem Letty Lynton valer a pena ser visto".
O Motion Picture Herald observou: "Quase tudo o que se pode desejar no entretenimento foi injetado nesta produção soberbamente atuada e dirigida. Os vestidos que a Srta. Crawford usa serão o assunto da cidade por semanas depois ... e como ela os usa também!"

### Bilheteria
De acordo com os registros da Metro-Goldwyn-Mayer, o filme arrecadou US$ 754.000 nacionalmente e US$ 418.000 no exterior, totalizando US$ 1.172.000 mundialmente. O retorno lucrativo da produção foi de US$ 390.000.

## Estado legal
"Letty Lynton" não está disponível desde que o tribunal distrital de Nova Iorque decidiu em 17 de janeiro de 1936, baseado em um processo que afirmava que o roteiro utilizado pela MGM era muito similar à peça teatral "Dishonored Lady" (1930), de Edward Sheldon e Margaret Ayer Barnes, e tudo sem adquirir os direitos de exibição e dar os devidos créditos. Em 28 de julho de 1939, o Segundo Circuito concedeu um quinto da receita de "Letty Lynton" aos demandantes Sheldon e Ayer Barnes em sua ação de plágio e violação de direitos autorais contra a MGM. Este caso foi incorretamente considerado a primeira decisão de direitos autorais a direcionar a distribuição de lucros com base relativa. Anteriormente, uma decisão semelhante havia sido tomada em 1921, no caso de plágio que envolveu a canção "Avalon" (1920), de Al Jolson.
A MGM fez uma petição à Suprema Corte dos Estados Unidos para anular totalmente a decisão do Tribunal de Apelações, mas os roteiristas da peça teatral contra-atacaram. Eles argumentaram que, como as questões levantadas no processo eram baseadas exclusivamente nas leis de direitos autorais dos EUA, o tribunal de apelações errou ao confiar nos princípios da lei de patentes para repartir os danos, em vez de conceder aos demandantes 100% do lucro da MGM. A Suprema Corte aceitou a petição dos roteiristas, mas em 1940, confirmou por unanimidade a decisão do Segundo Circuito – que concedeu a eles apenas um quinto, e não todos os lucros. Como resultado da descoberta de violação de direitos autorais, no entanto, o filme permaneceu praticamente indisponível, exceto por algumas cópias piratas. O filme de 1932 deve ficar prontamente disponível após a eventual expiração dos direitos autorais da peça teatral, ou antes, se a Warner Archive Collection, que atualmente possui o filme, puder fazer um acordo com o atual detentor dos direitos da peça.
Em 1947, a United Artists lançou o filme "Dishonored Lady", estrelado por Hedy Lamarr e dirigido por Robert Stevenson, baseado na peça teatral de Sheldon e Ayer Barnes.